# Hexafluorofosforečnan tetrakis(acetonitril)měďný
Hexafluorofosforečnan tetrakis(acetonitril)měďný je komplexní sůl se vzorcem Cu(CH3CN)4]PF6. Jedná se o bezbarvou pevnou látku používanou na přípravu dalších komplexů mědi. Kation [Cu(CH3CN)4]+ je ukázkovým případem komplexu přechodného kovu s nitrilem.

## Struktura
Pomocí rentgenové krystalografie bylo zjištěno, že měďný kation je koordinován na čtyři téměř lineární acetonitrilové ligandy v téměř ideálně tetraedrické geometrii. Jsou známy i obdobné komplexy s jinými anionty, například chloristanovým, tetrafluoroboritanovým a dusičnanovým. Lze také připravit sůl se slabě koordinujícím aniontem B(C6F5)4−, salts of [Cu(CH3CN)2]+.
Acetonitrilové ligandy brání oxidaci iontu Cu+ na Cu2+. Acetonitril není na měďný ion vázán silně, tento komplex je tak vhodným zdrojem Cu+. U jiných protiiontů byly pozorovány ionty [Cu(MeCN)3]+.

## Příprava
Kation byl poprvé připraven v roce 1923 jako dusičnan, který vznikl jako vedlejší produkt redukce dusičnanu stříbrného suspenzí práškové mědi v acetonitrilu.
[Cu(CH3CN)4]PF6 se obvykle připravuje přidáním HPF6 k suspenzi oxidu měďného v acetonitrilu:
Cu2O + 2 HPF6 + 8 CH3CN → 2 [Cu(CH3CN)4]PF6 + H2O
Reakce je značně exotermní, v důsledku čehož může roztok začít vřít. Po mikrokrystalizaci se vytvoří krystaly, které by měly být bílé, často jsou však kvůli přítomnosti Cu2+ namodralé.

## Reakce a použití
Jelikož lze acetonitrilové ligandy pomocí jiných rozpouštědel odstranit, tak může [Cu(CH3CN)4]PF6 sloužit jako prekurzor při nevodných syntézách dalších měďných sloučenin.
Nitrily nemísitelné s vodou selektivně separují Cu+ z vodných roztoků chloridů.
Tímto způsobem lze oddělit měď od ostatních kovů. Naředěním acetonitrilových roztoků vodou dochází k disproportcionaci:
2 [Cu(CH3CN)4]+ + 6 H2O → [Cu(H2O)6]2+ + Cu + 8 CH3CN